# Víctor Niño Corredor
Víctor Niño Corredor (Paipa, Boyacá, 6 d'abril de 1973) és un ciclista professional colombià. Actualment a l'equip Team Sapura. Els seus germans Miguel i Libardo també s'han dedicat professionalment al ciclisme.

## Palmarès
- 1998
  - Vencedor d'una etapa a la Volta a Guatemala
- 2004
  - 1r al Clásico Virgen de la Consolación de Táriba
  - Vencedor d'una etapa a la Volta a Costa Rica
- 2005
  - Vencedor d'una etapa a la Volta a Colòmbia
- 2006
  - Vencedor d'una etapa a la Doble Copacabana Grand Prix Fides
- 2007
  - Vencedor d'una etapa a la Doble Copacabana Grand Prix Fides
- 2009
  - Vencedor d'una etapa a la Volta a la Independència Nacional
- 2011
  - Vencedor d'una etapa a la Volta a Chiapas
- 2012
  - Vencedor d'una etapa al Tour de Taiwan